# Fines
Fines är produktnamnet på järnmalm som har malts till ett finkornigt pulver (slig) med storlek 0-6 mm och har förädlats. Fines sintras (sammansmältes) till järnmalmspellets även kallat kulsinter, och kan därefter smältas i masugn eller direktreduceras.
Fines är anrikat slig.